# Décès en juin 2015
Décès
- 2011
- 2012
- 2013
- 2014
- 2015
- 2016
- 2017
- 2018
- 2019

Pour une information complémentaire, voir la page d'aide.

| Date     | Nom                                   | Activités | Âge | Source |
| -------- | ------------------------------------- | --- | --- | ------ |
| 1er juin | An Jun Can                            | Acteur et chanteur taïwanais.                                                                                                  | 31  | (en)   |
| 1er juin | Charles Kennedy                       | Homme politique écossais. | 55  |        |
| 1er juin | Joan Kirner                           | Femme politique australienne.                                                                                                  | 76  | (en)   |
| 1er juin | Nicholas Liverpool                    | Homme politique dominiquais.                                                                                                   | 80  | (en)   |
| 1er juin | Nobutaka Machimura                    | Homme politique japonais. | 70  | (en)   |
| 1er juin | Jacques Parizeau                      | Professeur d'économie et homme politique québécois.                                                                            | 84  |        |
| 1er juin | Michael Collins Piper (en)            | Essayiste américain, théoricien du complot.                                                                                    | 54  |        |
| 1er juin | Kirill Pokrovsky                      | Compositeur russo-belge. | 53  |        |
| 1er juin | Jean Ritchie                          | Chanteuse américaine de folk.                                                                                                  | 92  | (en)   |
| 1er juin | Tommy Rogers (en)                     | Catcheur américain. | 54  | (en)   |
| 1er juin | Tadeusz Zawistowski (pl)              | Prélat catholique polonais. | 85  | (pl)   |
| 2 juin   | Fernando de Araújo                    | Homme politique est-timorais.                                                                                                  | 52  | (pt)   |
| 2 juin   | Robert Delorozoy                      | Homme politique français. | 94  |        |
| 2 juin   | Alberto De Martino                    | Réalisateur et scénariste italien.                                                                                             | 85  | (it)   |
| 2 juin   | Eugen Mwaiposa                        | Femme politique tanzanienne.                                                                                                   | 54  | (sw)   |
| 2 juin   | Bijoya Ray                            | Actrice indienne. | 98  | (en)   |
| 2 juin   | Antonia Gerena Rivera                 | Supercentenaire américaine. | 115 | (en)   |
| 2 juin   | Irwin Rose                            | Biochimiste américain. | 88  | (en)   |
| 3 juin   | Benamar Bakhti                        | Metteur en scène algérien. | 73  |        |
| 3 juin   | Sergio Boschiero                      | Homme politique italien. | 79  | (it)   |
| 3 juin   | Horst Brandstätter                    | Chef d'entreprise allemand, directeur général de Playmobil.                                                                    | 81  | (de)   |
| 3 juin   | Manuel Esteban i Marquilles           | Réalisateur espagnol d'origine catalane.                                                                                       | 74  | (es)   |
| 3 juin   | Thomas Flynn                          | Prélat catholique irlandais.                                                                                                   | 83  | (en)   |
| 3 juin   | Jean-Pierre Mir                       | Joueur de rugby français. | 67  |        |
| 3 juin   | Nidoïsh Naisseline                    | Homme politique kanak, signataire des accords de Matignon et président de la province des îles Loyauté (1995-1999).            | 69  |        |
| 3 juin   | Imre Rapp                             | Footballeur hongrois, médaillé d'argent aux Jeux olympiques d'été de 1972.                                                     | 77  | (hu)   |
| 4 juin   | Bengt Berndtsson                      | Footballeur suédois. | 82  | (sv)   |
| 4 juin   | Jaak Dreesen                          | Footballeur puis entraîneur belge.                                                                                             | 67  |        |
| 4 juin   | Wayne Harris (en)                     | Footballeur américain. | 77  |        |
| 4 juin   | Léonide Pliouchtch                    | Mathématicien ukrainien. | 76  | (ru)   |
| 4 juin   | Jørgen Ravn                           | Footballeur danois. | 75  | (da)   |
| 4 juin   | Hermann Zapf                          | Créateur de caractères typographiques allemand.                                                                                | 96  | (en)   |
| 5 juin   | Tarek Aziz                            | Homme politique irakien. | 79  |        |
| 5 juin   | Alan Bond                             | Homme d'affaires australien né britannique.                                                                                    | 77  | (en)   |
| 5 juin   | Sadun Boro                            | Marin et navigateur turc. | 87  |        |
| 5 juin   | Kazuo Chiba                           | Entraîneur et shihan japonais d'aïkido.                                                                                        | 75  | (en)   |
| 5 juin   | Jerry Collins                         | Joueur de rugby néo-zélandais.                                                                                                 | 34  |        |
| 5 juin   | Richard Johnson                       | Acteur britannique. | 87  |        |
| 5 juin   | Julien Mawule Kouto                   | Prélat catholique togolais. | 68  |        |
| 5 juin   | Colette Marchand                      | Danseuse et actrice française.                                                                                                 | 90  |        |
| 5 juin   | Xavier de Roux                        | Avocat et homme politique français.                                                                                            | 74  |        |
| 5 juin   | Maxime Scot                           | Résistant et militaire parachutiste français.                                                                                  | 92  |        |
| 5 juin   | Roger Vergé                           | Cuisinier français. | 85  |        |
| 6 juin   | Geoffrey Abadie                       | Joueur de rugby français. | 50  |        |
| 6 juin   | Aarthi Agarwal                        | Actrice indo-américaine. | 31  | (en)   |
| 6 juin   | Pierre Brice                          | Acteur français. | 86  |        |
| 6 juin   | Vincent Bugliosi                      | Procureur et écrivain américain.                                                                                               | 80  | (en)   |
| 6 juin   | Jorge Galemire                        | Guitariste, chanteur et arrangeur et compositeur uruguayen.                                                                    | 64  | (es)   |
| 6 juin   | Ronnie Gilbert                        | Chanteuse de folk, compositrice et actrice américaine.                                                                         | 88  | (en)   |
| 6 juin   | Colin Jackson                         | Footballeur écossais. | 68  | (en)   |
| 6 juin   | Sergueï Sharikov                      | Escrimeur russe, multiple médaillé olympique (1996, 2000 et 2004).                                                             | 40  | (ru)   |
| 6 juin   | Ludvík Vaculík                        | Écrivain et journaliste tchèque.                                                                                               | 88  |        |
| 7 juin   | Christopher Lee                       | Acteur britannique. | 93  |        |
| 8 juin   | Marie-Louise Carven-Grog              | Couturière française, fondatrice de Carven.                                                                                    | 105 |        |
| 8 juin   | Chea Sim                              | Homme politique cambodgien. | 82  | (en)   |
| 8 juin   | Jean Gruault                          | Scénariste, dramaturge et producteur de cinéma français.                                                                       | 90  |        |
| 8 juin   | Otakar Hořínek                        | Tireur sportif tchécoslovaque puis tchèque, médaillé d'argent aux Jeux olympiques d'été de 1956.                               | 86  |        |
| 8 juin   | Valeri Levental                       | Artiste peintre russe, décorateur principal du Bolchoï (1988-2005).                                                            | 76  | (en)   |
| 8 juin   | Elizabeth Peet McIntosh               | Espionne américaine. | 100 | (en)   |
| 9 juin   | Henri Houdouin                        | Homme politique français. | 78  |        |
| 9 juin   | Igor Kostine                          | Ingénieur et photographe ukraino-moldave.                                                                                      | 78  |        |
| 9 juin   | James Last                            | Compositeur et chef d'orchestre allemand.                                                                                      | 86  |        |
| 9 juin   | Michel Lis                            | Journaliste et animateur de radio et de télévision français.                                                                   | 78  |        |
| 9 juin   | Fred Anton Maier                      | Patineur de vitesse norvégien, multiple médaillé olympique (1964, 1968).                                                       | 76  | (no)   |
| 9 juin   | Amos Midzi                            | Diplomate et homme politique zimbabwéen.                                                                                       | 62  | (en)   |
| 9 juin   | Pedro Zerolo                          | Homme politique et militant LGBT espagnol.                                                                                     | 54  | (es)   |
| 10 juin  | Khaled Fouad Allam                    | Sociologue et homme politique algérien naturalisé italien.                                                                     | 59  | (it)   |
| 10 juin  | Robert Chartoff                       | Producteur de cinéma américain.                                                                                                | 81  | (en)   |
| 10 juin  | Johnny Fullam                         | Footballleur puis entraîneur irlandais.                                                                                        | 75  | (en)   |
| 10 juin  | Charles Wyndham Goodwyn               | Philatéliste britannique. | 81  | (en)   |
| 10 juin  | Hugo Höllenreiner                     | Survivant allemand de l'Holocauste.                                                                                            | 81  | (de)   |
| 10 juin  | Wolfgang Jeschke                      | Écrivain et éditeur de science-fiction allemand.                                                                               | 78  | (de)   |
| 10 juin  | Frederick Pei Li                      | Physicien sino-américain. | 75  | (en)   |
| 11 juin  | Jim Ed Brown                          | Chanteur de country américain.                                                                                                 | 81  |        |
| 11 juin  | Arshad Chaudhry                       | Joueur de hockey sur gazon pakistanais.                                                                                        | 65  | (en)   |
| 11 juin  | Ornette Coleman                       | Saxophoniste ténor et alto, trompettiste, violoniste et compositeur américain de jazz, précurseur du free jazz.                | 85  |        |
| 11 juin  | Ron Moody                             | Acteur britannique. | 91  | (en)   |
| 11 juin  | Virgil Riley Runnels, Jr.             | Lutteur professionnel américain, membre du WWE Hall of Fame.                                                                   | 69  |        |
| 12 juin  | Nek Chand                             | Artiste indien. | 90  |        |
| 12 juin  | Paula Delsol                          | Réalisatrice et femme de lettres française.                                                                                    | 91  |        |
| 12 juin  | Pierre Dolbeault                      | Mathématicien français. | 90  |        |
| 12 juin  | Rick Ducommun                         | Acteur et scénariste canadien.                                                                                                 | 62  | (en)   |
| 12 juin  | Micol Fontana                         | Styliste italienne, cofondatrice de Sorelle Fontana.                                                                           | 101 |        |
| 12 juin  | Patrick Lennox Tierney (en)           | Historien de l'art et universitaire américain.                                                                                 | 101 |        |
| 12 juin  | Monica Lewis                          | Actrice et chanteuse de jazz américaine.                                                                                       | 93  | (en)   |
| 12 juin  | Sebastiano Mannironi                  | Haltérophile italien, médaillé de bronze aux Jeux olympiques d'été de 1960.                                                    | 84  | (it)   |
| 12 juin  | Florentine Mütherich                  | Historienne de l'art allemande.                                                                                                | 100 | (de)   |
| 12 juin  | Alain Nadaud                          | Écrivain français. | 66  |        |
| 12 juin  | Antoni Pitxot                         | Artiste peintre catalan, collaborateur de Salvador Dalí.                                                                       | 81  | (es)   |
| 12 juin  | Jacques Rosay                         | Pilote d'essai français. | 66  |        |
| 12 juin  | Nasser Al-Wahishi                     | Djihadiste yéménite, chef d'Al-Qaïda dans la péninsule Arabique et adjoint d'Ayman al-Zaouahiri.                               | 38  |        |
| 13 juin  | Lothar Gruchmann                      | Historien et politologue allemand.                                                                                             | 86  | (de)   |
| 13 juin  | Magnus Härenstam                      | Animateur et acteur de télévision suédois.                                                                                     | 73  | (sv)   |
| 13 juin  | Junix Inocian                         | Acteur et humoriste philippin.                                                                                                 | 64  | (en)   |
| 13 juin  | Sheila Kaul                           | Femme d'État indienne, belle-sœur de Jawaharlal Nehru et tante d'Indira Gandhi.                                                | 100 | (en)   |
| 13 juin  | Graham Lord                           | Écrivain britannique. | 72  | (en)   |
| 13 juin  | Sergio Renán                          | Acteur, réalisateur et violoniste argentin.                                                                                    | 82  | (en)   |
| 13 juin  | Big Time Sarah                        | Chanteuse de blues américaine.                                                                                                 | 62  | (en)   |
| 14 juin  | Hugo Blanco                           | Musicien vénézuélien. | 74  | (es)   |
| 14 juin  | Rutilio Sermonti                      | Historien, homme politique et zoologiste italien.                                                                              | 93  | (it)   |
| 14 juin  | Qiao Shi                              | Homme d'État chinois, président du Comité permanent de l'Assemblée nationale populaire (1992-1997).                            | 90  |        |
| 14 juin  | Walter Weller                         | Chef d'orchestre autrichien.                                                                                                   | 76  |        |
| 14 juin  | Jürgen Wittenstein                    | Résistant germano-américain.                                                                                                   | 96  | (en)   |
| 14 juin  | Zito                                  | Footballeur brésilien. | 82  |        |
| 15 juin  | Wilfried David                        | Coureur cycliste belge. | 69  |        |
| 15 juin  | Jean Doré                             | Avocat et homme politique québécois, maire de Montréal (1986-1994).                                                            | 70  |        |
| 15 juin  | Zhanna Friske                         | Actrice, chanteuse, modèle et personnalité mondaine russe.                                                                     | 40  | (ru)   |
| 15 juin  | Harry Rowohlt                         | Écrivain, traducteur et comédien allemand.                                                                                     | 70  | (en)   |
| 15 juin  | Blaze Starr                           | Stripteaseuse, actrice, modèle, comédienne burlesque et gemmologue américaine.                                                 | 83  | (en)   |
| 16 juin  | Charles Correa                        | Architecte indien. | 84  | (en)   |
| 16 juin  | Jean-Yves Cozan                       | Homme politique français et militant breton.                                                                                   | 76  |        |
| 16 juin  | Kirk Kerkorian                        | Homme d'affaires américain. | 98  |        |
| 16 juin  | Mighty Sam McClain                    | Chanteur et compositeur américain.                                                                                             | 72  | (en)   |
| 16 juin  | Greg Parks                            | Joueur de hockey sur glace canadien.                                                                                           | 48  | (en)   |
| 16 juin  | Guy Piérauld                          | Acteur français. | 90  |        |
| 16 juin  | Tony Ranasinghe                       | Acteur srilankais. | 77  | (en)   |
| 16 juin  | Jean Vautrin                          | Écrivain réalisateur, scénariste et dialoguiste français.                                                                      | 82  |        |
| 17 juin  | Nicola Badalucco                      | Scénariste et journaliste italien.                                                                                             | 86  | (it)   |
| 17 juin  | Chang Ch'ung-ho (en)                  | Poète et chanteuse de kunqu sino-américaine, épouse d'Hans Fränkel (en).                                                       | 101 | (zh)   |
| 17 juin  | Ron Clarke                            | Athlète et homme politique australien, médaillé de bronze aux Jeux olympiques d'été de 1964.                                   | 78  | (en)   |
| 17 juin  | Süleyman Demirel                      | Homme politique turc, plusieurs fois Premier ministre, puis président de la République (1993-2000).                            | 90  |        |
| 17 juin  | Roberto Marcelo Levingston            | Homme politique argentin, président (1970-1971).                                                                               | 95  | (es)   |
| 17 juin  | Clementa Pinckney                     | Pasteur et homme politique américain.                                                                                          | 41  |        |
| 17 juin  | Başar Sabuncu                         | Réalisateur, scénariste et cinématographe turc.                                                                                | 71  | (tr)   |
| 17 juin  | Francisco Domingo Barbosa Da Silveira | Prélat catholique uruguayen.                                                                                                   | 71  | (es)   |
| 17 juin  | Jeralean Talley                       | Supercentenaire américaine, doyenne de l'humanité.                                                                             | 116 | (en)   |
| 18 juin  | Franck Ferrari                        | Baryton français. | 52  |        |
| 18 juin  | Georges Kersaudy                      | Résistant, traducteur, réviseur, polyglotte, espérantiste et homme politique français.                                         |     |        |
| 18 juin  | Kô Murobushi                          | Danseur et chorégraphe japonais de butō.                                                                                       | 68  |        |
| 18 juin  | Jack Rollins                          | Producteur de cinéma et agent artistique américain.                                                                            | 100 | (en)   |
| 19 juin  | Jack Aeby                             | Ingénieur américain, auteur de l'unique photographie de l'essai atomique Trinity.                                              | 91  | (en)   |
| 19 juin  | Charles Court                         | Compositeur de musique de film français.                                                                                       | 57  |        |
| 19 juin  | Bertrand Dorny                        | Peintre et graveur français.                                                                                                   | 83  |        |
| 19 juin  | Wendell Holmes                        | Guitariste américain. | 71  | (en)   |
| 19 juin  | Earl Norem                            | Artiste peintre et illustrateur américain.                                                                                     | 91  | (en)   |
| 19 juin  | James Salter                          | Écrivain américain. | 90  |        |
| 20 juin  | Esther Brand                          | Athlète sud-africaine, championne aux Jeux olympiques d'été de 1952.                                                           | 92  | (af)   |
| 20 juin  | François Delapierre                   | Homme politique français. | 44  |        |
| 20 juin  | Harold Feinstein                      | Photographe américain. | 84  | (en)   |
| 20 juin  | Elson Floyd (en)                      | Universitaire américain. | 59  | (en)   |
| 20 juin  | Angelo Niculescu                      | Footballeur et entraîneur de football roumain.                                                                                 | 93  | (ro)   |
| 20 juin  | Miriam Schapiro                       | Artiste canadienne, chef de file du mouvement Pattern and Decoration (en).                                                     | 91  | (en)   |
| 20 juin  | Daniel Schintone                      | Peintre français. | 88  |        |
| 21 juin  | Juan Jose Estrada                     | Boxeur mexicain. | 51  |        |
| 21 juin  | Darryl Hamilton                       | Joueur américain de baseball.                                                                                                  | 50  | (en)   |
| 21 juin  | Tony Longo                            | Acteur américain. | 53  | (en)   |
| 21 juin  | Veijo Meri                            | Écrivain finlandais. | 86  | (fi)   |
| 21 juin  | Gunther Schuller                      | Compositeur, corniste et chef d'orchestre américain.                                                                           | 89  | (en)   |
| 21 juin  | Lynn Arthur Steen                     | Mathématicien américain. | 74  | (en)   |
| 22 juin  | Laura Antonelli                       | Actrice italienne. | 73  |        |
| 22 juin  | Norm Berryman                         | Joueur de rugby néo-zélandais.                                                                                                 | 42  | (en)   |
| 22 juin  | James Carnegie                        | Noble britannique, duc de Fife.                                                                                                | 85  | (en)   |
| 22 juin  | James Horner                          | Compositeur américain. | 61  |        |
| 22 juin  | Lyubov Kozyreva                       | Fondeuse soviétique puis russe, multiple médaillée olympique (1956, 1960).                                                     | 85  | (ru)   |
| 22 juin  | Juta Krulc (sl)                       | Architecte slovène. | 102 | (sl)   |
| 22 juin  | Gregorio Morales                      | Poète, écrivain et essayiste espagnol, représentant de l'Esthétique quantique.                                                 | 62  | (es)   |
| 22 juin  | Joseph de Pasquale                    | Violoniste et altiste américain.                                                                                               | 95  | (en)   |
| 22 juin  | Irma Schwager                         | Résistante autrichienne. | 95  |        |
| 23 juin  | Marujita Díaz                         | Actrice et chanteuse espagnole.                                                                                                | 83  | (es)   |
| 23 juin  | Nirmala Joshi                         | Religieuse indienne, supérieure générale des Missionnaires de la Charité (1997-2009).                                          | 81  |        |
| 23 juin  | Thé Lau                               | Chanteur et écrivain néerlandais.                                                                                              | 62  | (nl)   |
| 23 juin  | Shusei Nagaoka                        | Illustrateur japonais. | 78  | (en)   |
| 23 juin  | Magali Noël                           | Actrice et chanteuse française.                                                                                                | 83  |        |
| 23 juin  | Dick Van Patten                       | Acteur américain. | 86  | (en)   |
| 24 juin  | Walter Browne                         | Grand maître d'échecs et joueur de poker américain et australien.                                                              | 66  | (en)   |
| 24 juin  | Susan Ahn Cuddy (en)                  | Militaire coréenne puis américaine, sœur de Philip Ahn.                                                                        | 100 | (ko)   |
| 25 juin  | Keita Omar Barrou                     | Footballeur malien. | 81  |        |
| 25 juin  | Nersès Bédros XIX Tarmouni            | Patriarche de Cilicie des Arméniens.                                                                                           | 75  |        |
| 25 juin  | Narmine Ducap                         | Guitariste et compositeur français.                                                                                            | 74  |        |
| 25 juin  | Patrick Macnee                        | Acteur anglo-américain. | 93  |        |
| 25 juin  | Hélène Monette                        | Poète et romancière québécoise.                                                                                                | 55  |        |
| 26 juin  | Paul Ambros                           | Joueur allemand de hockey sur glace.                                                                                           | 82  | (de)   |
| 26 juin  | Roger Bordier                         | Écrivain français. | 92  |        |
| 26 juin  | Ievgueni Primakov                     | Homme politique russe. | 85  |        |
| 26 juin  | Gustavo Sainz                         | Écrivain mexicain. | 74  | (es)   |
| 26 juin  | Kája Saudek                           | Dessinateur de bande dessinée et artiste peintre tchèque.                                                                      | 80  | (en)   |
| 27 juin  | Boris Shilkov                         | Patineur de vitesse russe. | 87  | (ru)   |
| 27 juin  | Marc Steckar                          | Musicien français. | 80  |        |
| 28 juin  | Claude Gilli                          | Peintre et sculpteur français                                                                                                  | 76  |        |
| 28 juin  | Ratu Jope Seniloli                    | Joueur international de rugby à XV puis vice-président de la République des Fidji (2001-2004), condamné en 2004 pour trahison. | 76  | (en)   |
| 28 juin  | Chris Squire                          | Bassiste britannique (groupe Yes).                                                                                             | 67  | (en)   |
| 28 juin  | Wally Stanowski                       | Hockeyeur sur glace canadien.                                                                                                  | 96  | (en)   |
| 28 juin  | Mohammed Nasif Kheirbek               | Personnalité politique syrienne.                                                                                               | 78  |        |
| 29 juin  | Hisham Barakat                        | Magistrat égyptien. | 64  | (en)   |
| 29 juin  | Alain De Greef                        | Acteur et directeur français de programmes télévisuels.                                                                        | 68  |        |
| 29 juin  | Josef Masopust                        | Footballeur et entraîneur de football tchèque.                                                                                 | 84  |        |
| 29 juin  | Mohamed Missouri                      | Boxeur algérien. | 67  |        |
| 29 juin  | Joseph Bryan Nelson                   | Ornithologue britannique. | 83  | (en)   |
| 29 juin  | Charles Pasqua                        | Résistant et homme politique français.                                                                                         | 88  |        |
| 29 juin  | Ionel Solomon                         | Physicien français. | 86  |        |
| 29 juin  | Jackson Vroman                        | Basketteur américain, naturalisé libanais.                                                                                     | 34  | (en)   |
| 30 juin  | Herbert Behrens                       | Joueur de tennis américain. | 86  | (en)   |
| 30 juin  | Edward Burnham                        | Acteur britannique. | 98  | (en)   |
| 30 juin  | Raymond Dot                           | Gymnaste artistique français.                                                                                                  | 88  |        |
| 30 juin  | Charles Harbutt                       | Photographe et photojournaliste américain, membre de l'agence Magnum Photos.                                                   | 79  |        |
| 30 juin  | Endel Lippmaa                         | Scientifique et homme politique estonien.                                                                                      | 84  | (ee)   |
| 30 juin  | Eddy Louiss                           | Organiste français de jazz. | 74  |        |
| 30 juin  | Pierre Kalala Mukendi                 | Footballeur zaïrois et entraîneur.                                                                                             | 75  |        |
| 30 juin  | Paolo Piffarerio                      | Dessinateur de bande dessinée italien.                                                                                         | 90  | (it)   |
| 30 juin  | Arthur Porter                         | Médecin et administrateur canadien d'origine sierraléonaise.                                                                   | 59  |        |
| 30 juin  | Leonard Starr                         | Dessinateur de comics américain.                                                                                               | 89  | (en)   |